# رئيس المجلس التشريعي الفلسطيني
رئيس المجلس التشريعي الفلسطيني هو رئيس وناطق المجلس التشريعي الفلسطيني. يقوم رئيس المجلس التشريعي الفلسطيني بتعويض رئيس الوزراء في حال عدم قدرته على اداء مهامه. يقوم كذلك بتعويض رئيس السلطة الوطنية الفلسطينية في حال شغور المنصب لمدة لا تتجاوز 90 يوما يجب خلالها إجراء انتخابات لانتخاب رئيس جديد. يشغل أحمد بحر منصب رئيس المجلس التشريعي الفلسطيني بالإنابة بعد تعرض عبد العزيز دويك للاعتقال.

## رؤساء المجلس التشريعي
- أحمد قريع، منذ يناير 1996 وحتى 3 نوفمبر 2003.
- رفيق النتشة، منذ 3 نوفمبر 2003 وحتى 10 مارس 2004.
- روحي فتوح، منذ 10 مارس 2004 وحتى 11 نوفمبر 2004.
- حسن خريشة، منذ 11 نوفمبر 2004 وحتى 15 يناير 2005.
- روحي فتوح، منذ 15 يناير 2005 وحتى 18 فبراير 2006.
- عزيز دويك، منذ 18 فبراير 2006 وحتى حل المجلس في ديسمبر 2018.